# Salies-du-Salat
Pour les articles homonymes, voir Salies.
Salies-du-Salat (occitan : Salias de Salat), prononcé [salis dy salat], est une commune française située dans le centre du département de la Haute-Garonne, en région Occitanie.
Sur le plan historique et culturel, la commune est dans le pays de Comminges, correspondant à l’ancien comté de Comminges, circonscription de la province de Gascogne située sur les départements actuels du Gers, de la Haute-Garonne, des Hautes-Pyrénées et de l'Ariège. Exposée à un climat océanique altéré, elle est drainée par le Salat et par divers autres petits cours d'eau. La commune possède un patrimoine naturel remarquable : un site Natura 2000 (« Garonne, Ariège, Hers, Salat, Pique et Neste »), un espace protégé (« la Garonne, l'Ariège, l'Hers Vif et le Salat ») et trois zones naturelles d'intérêt écologique, faunistique et floristique.
Salies-du-Salat est une commune rurale qui compte 1 737 habitants en 2022. Elle est dans l'agglomération de Salies-du-Salat. Ses habitants sont appelés les Salisiens ou  Salisiennes.
Le patrimoine architectural de la commune comprend un immeuble protégé au titre des monuments historiques : l'église Notre-Dame-de-la-Pitié, inscrite en 1925.

## Géographie

### Localisation
La commune de Salies-du-Salat se trouve dans le département de la Haute-Garonne, en région Occitanie.
Sur le plan historique et culturel, Salies-du-Salat fait partie du pays de Comminges, correspondant à l’ancien comté de Comminges, circonscription de la province de Gascogne située sur les départements actuels du Gers, de la Haute-Garonne, des Hautes-Pyrénées et de l'Ariège.
Elle se situe à 68 km à vol d'oiseau de Toulouse, préfecture du département, à 19 km de Saint-Gaudens, sous-préfecture, et à 46 km de Bagnères-de-Luchon, bureau centralisateur du canton de Bagnères-de-Luchon dont dépend la commune depuis 2015 pour les élections départementales.
La commune est par ailleurs ville-centre du bassin de vie de Salies-du-Salat.
Les communes les plus proches sont : 
Montsaunès (2,0 km), Mane (2,4 km), Touille (2,8 km), Marsoulas (3,3 km), Cassagne (3,3 km), Mazères-sur-Salat (3,5 km), His (4,2 km), Lestelle-de-Saint-Martory (4,3 km).
Salies-du-Salat est limitrophe de six autres communes.
|            | Mazères-sur-Salat | Cassagne  |
| Montsaunès | Salies-du-Salat   | Marsoulas |
|            | Mane              | Touille   |

### Géologie et relief
La superficie de la commune est de 681 hectares ; son altitude varie de 281  à   428 mètres.

### Hydrographie

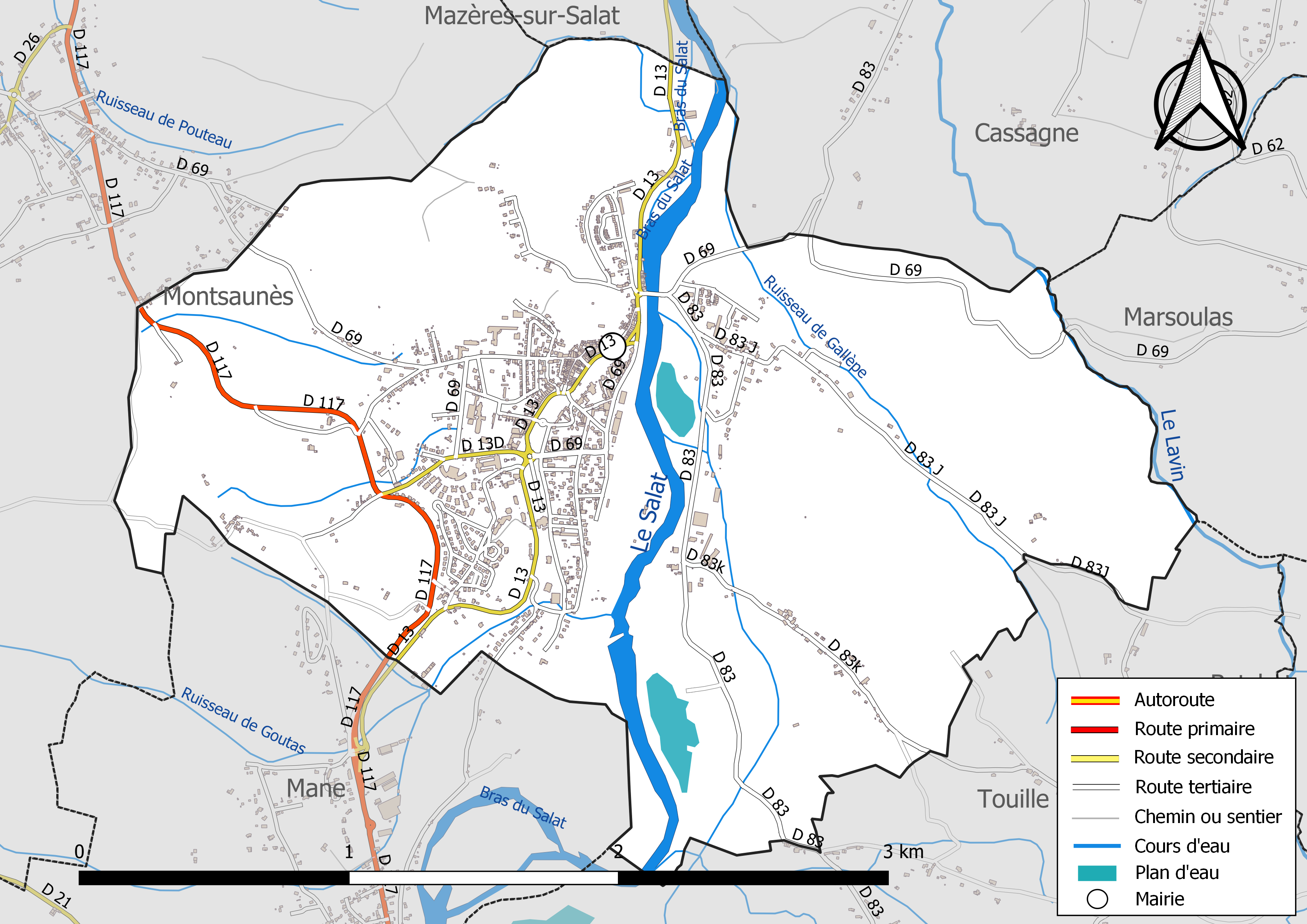
Réseaux hydrographique et routier de Salies-du-Salat.

La commune est dans le bassin de la Garonne, au sein du bassin hydrographique Adour-Garonne. Elle est drainée par le Salat, le Lavin, un bras du Salat, un bras du Salat, le ruisseau de Gallèpe, le ruisseau de Goutas et par divers petits cours d'eau, constituant un réseau hydrographique de 13 km de longueur totale,.

### Climat
Pour des articles plus généraux, voir Climat de l'Occitanie et Climat de la Haute-Garonne.
En 2010, le climat de la commune est de type climat océanique altéré, selon une étude s'appuyant sur une série de données couvrant la période 1971-2000. En 2020, Météo-France publie une typologie des climats de la France métropolitaine dans laquelle la commune est exposée à un climat de montagne ou de marges de montagne et est dans la région climatique Pyrénées centrales, caractérisée par une pluviométrie annuelle de 1 000 à 1 200 mm.
Pour la période 1971-2000, la température annuelle moyenne est de 12,8 °C, avec une amplitude thermique annuelle de 14,9 °C. Le cumul annuel moyen de précipitations est de 941 mm, avec 9,7 jours de précipitations en janvier et 6,7 jours en juillet. Pour la période 1991-2020, la température moyenne annuelle observée sur la station météorologique la plus proche, située sur la commune de Palaminy à 14 km à vol d'oiseau, est de 13,2 °C et le cumul annuel moyen de précipitations est de 715,2 mm,. Pour l'avenir, les paramètres climatiques de la commune estimés pour 2050 selon différents scénarios d'émission de gaz à effet de serre sont consultables sur un site dédié publié par Météo-France en novembre 2022.

### Milieux naturels et biodiversité

#### Espaces protégés
La protection réglementaire est le mode d’intervention le plus fort pour préserver des espaces naturels remarquables et leur biodiversité associée,.
Un  espace protégé est présent sur la commune : 
« la Garonne, l'Ariège, l'Hers Vif et le Salat », objet d'un arrêté de protection de biotope, d'une superficie de 1 658,7 ha.

#### Réseau Natura 2000

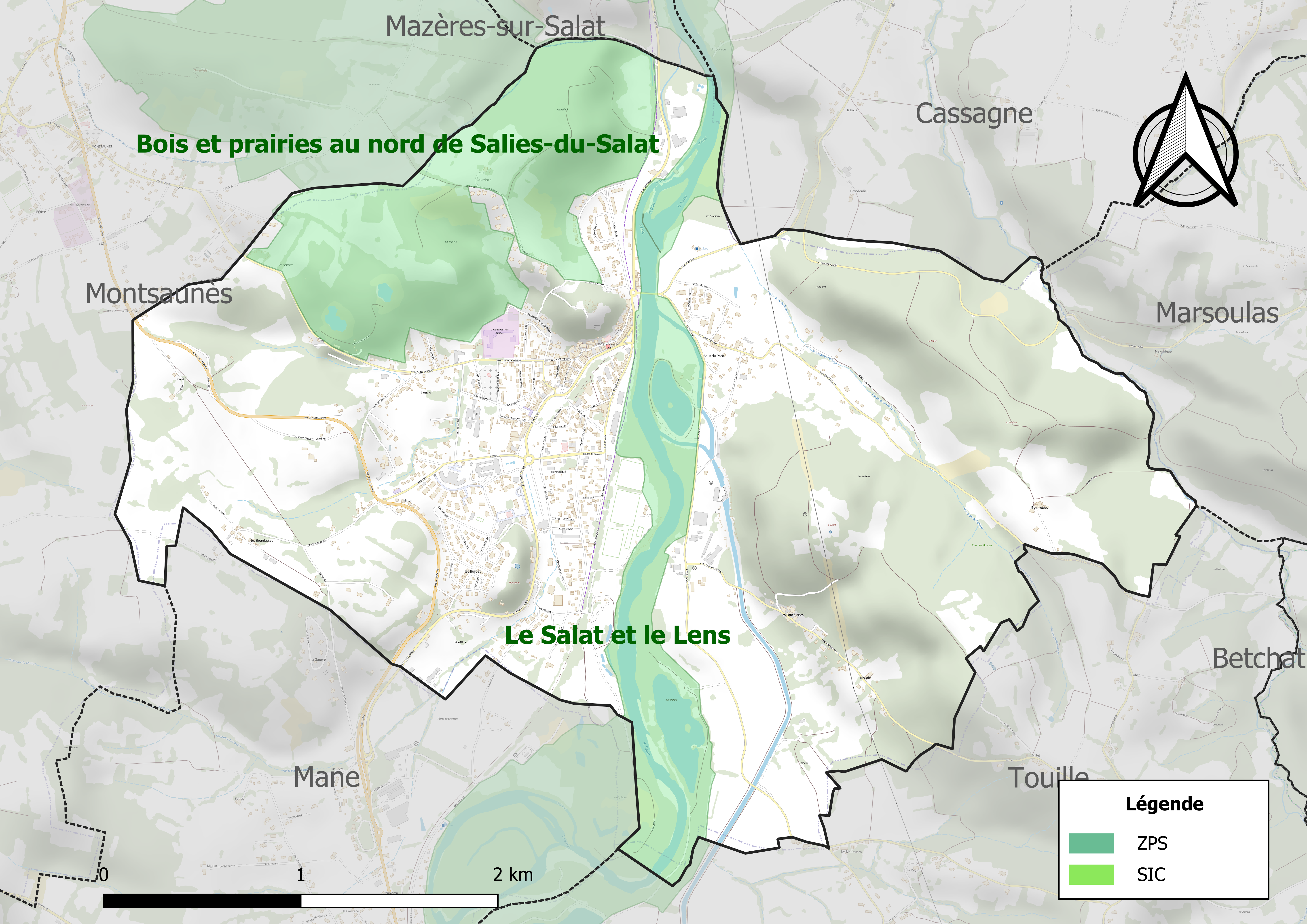
Site Natura 2000 sur le territoire communal.

Le réseau Natura 2000 est un réseau écologique européen de sites naturels d'intérêt écologique élaboré à partir des directives habitats et oiseaux, constitué de zones spéciales de conservation (ZSC) et de zones de protection spéciale (ZPS).
Un site Natura 2000 a été défini sur la commune au titre de la directive habitats : « Garonne, Ariège, Hers, Salat, Pique et Neste », d'une superficie de 9 581 ha, un réseau hydrographique pour les poissons migrateurs (zones de frayères actives et potentielles importantes pour le Saumon en particulier qui fait l'objet d'alevinages réguliers et dont des adultes atteignent déjà Foix sur l'Ariège.

#### Zones naturelles d'intérêt écologique, faunistique et floristique

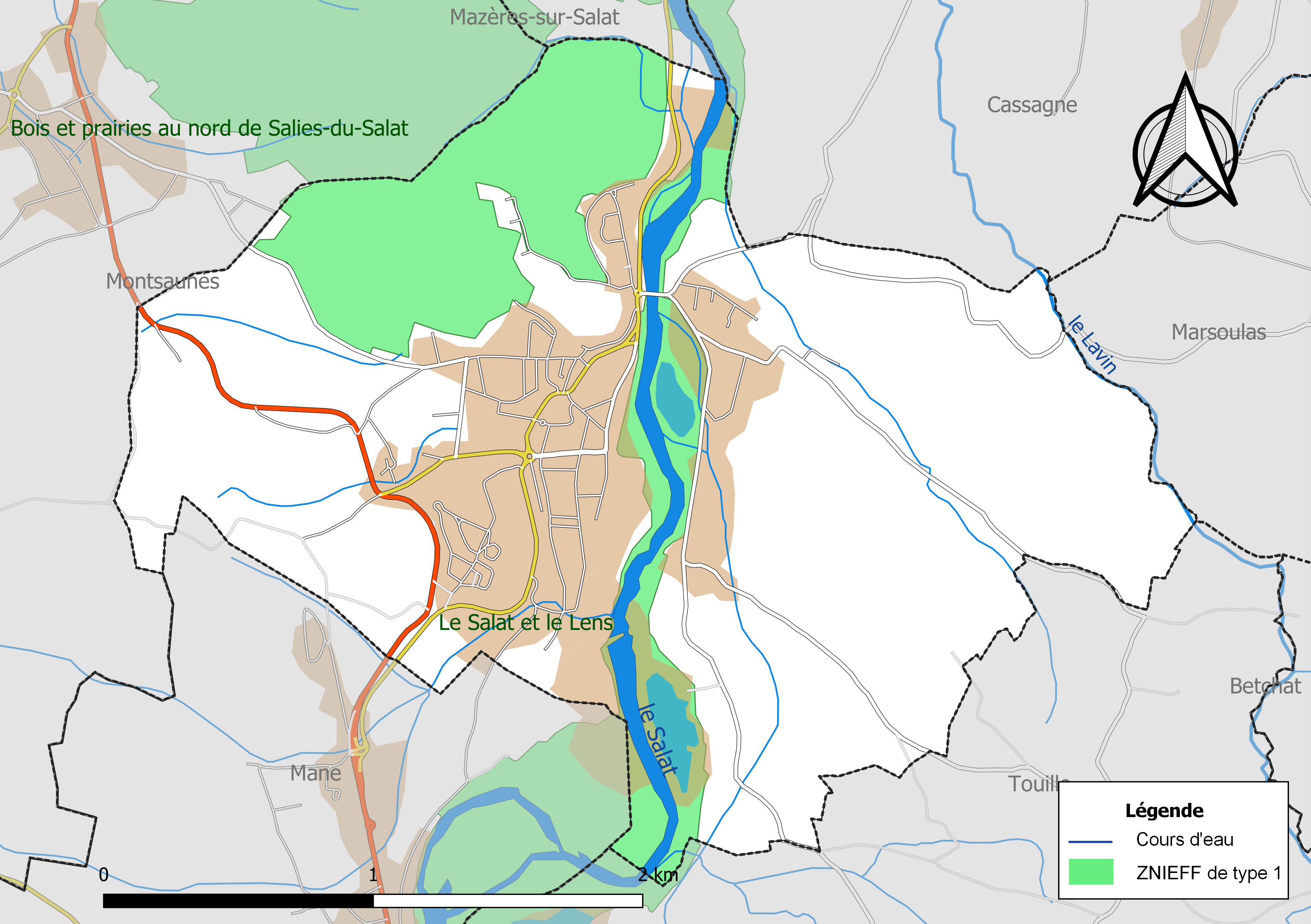
Carte des ZNIEFF de type 1 localisées sur la commune.

L’inventaire des zones naturelles d'intérêt écologique, faunistique et floristique (ZNIEFF) a pour objectif de réaliser une couverture des zones les plus intéressantes sur le plan écologique, essentiellement dans la perspective d’améliorer la connaissance du patrimoine naturel national et de fournir aux différents décideurs un outil d’aide à la prise en compte de l’environnement dans l’aménagement du territoire.
Deux ZNIEFF de type 1 sont recensées sur la commune :
les « bois et prairies au nord de Salies-du-Salat » (271 ha), couvrant 3 communes du département et 
« le Salat et le Lens » (713 ha), couvrant 32 communes dont 21 dans l'Ariège et 11 dans la Haute-Garonne
et une ZNIEFF de type 2, : 
les « coteaux de l'ouest du St-Gironnais » (7 504 ha), couvrant 17 communes dont 13 dans l'Ariège et quatre dans la Haute-Garonne.

## Urbanisme

### Typologie
Au 1er janvier 2024, Salies-du-Salat est catégorisée bourg rural, selon la nouvelle grille communale de densité à sept niveaux définie par l'Insee en 2022.
Elle appartient à l'unité urbaine de Salies-du-Salat, une agglomération intra-départementale regroupant deux  communes, dont elle est ville-centre,,. La commune est en outre hors attraction des villes,.

### Occupation des sols
L'occupation des sols de la commune, telle qu'elle ressort de la base de données européenne d’occupation biophysique des sols Corine Land Cover (CLC), est marquée par l'importance des territoires agricoles (40,4 % en 2018), en diminution par rapport à 1990 (41,6 %). La répartition détaillée en 2018 est la suivante : 
forêts (32,2 %), zones agricoles hétérogènes (24,4 %), zones urbanisées (19,5 %), prairies (15,6 %), eaux continentales (7,9 %), terres arables (0,5 %). L'évolution de l’occupation des sols de la commune et de ses infrastructures peut être observée sur les différentes représentations cartographiques du territoire : la carte de Cassini (XVIIIe siècle), la carte d'état-major (1820-1866) et les cartes ou photos aériennes de l'IGN pour la période actuelle (1950 à aujourd'hui).

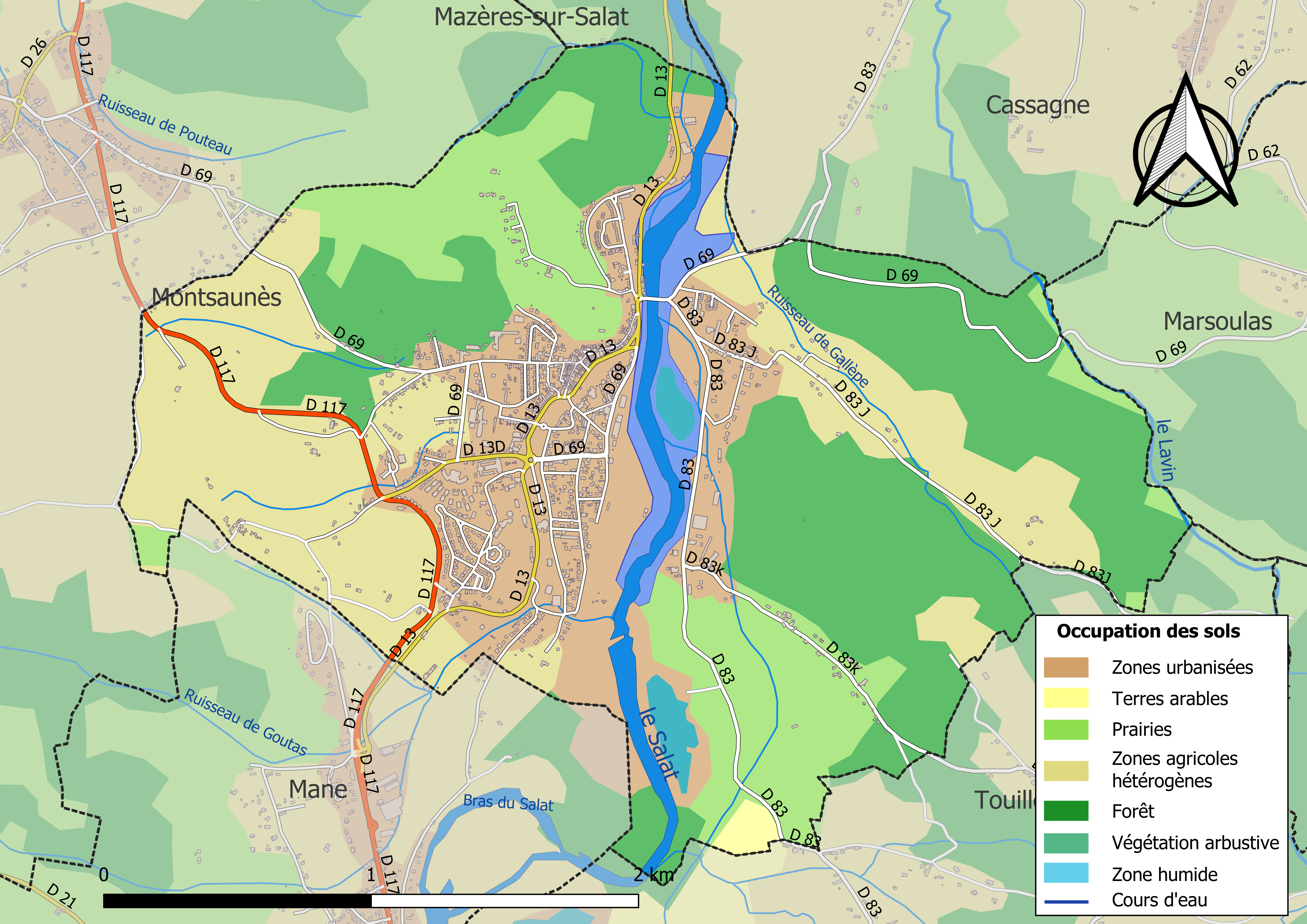
Carte des infrastructures et de l'occupation des sols de la commune en 2018 (CLC).

### Voies de communication et transports
Par la route : accès par l'A64, sortie :  20 et prendre la D 117 direction Saint-Girons.
Transports collectifs : Ligne d'autocar de Boussens à Saint-Girons et ligne régionale de bus de Toulouse à Saint-Girons. La gare SNCF de Boussens la plus proche sur la ligne de Toulouse à Bayonne.

### Risques majeurs
Le territoire de la commune de Salies-du-Salat est vulnérable à différents aléas naturels : météorologiques (tempête, orage, neige, grand froid, canicule ou sécheresse), inondations, feux de forêts, mouvements de terrains et séisme (sismicité modérée). Il est également exposé à un risque particulier : le risque de radon. Un site publié par le BRGM permet d'évaluer simplement et rapidement les risques d'un bien localisé soit par son adresse soit par le numéro de sa parcelle.

#### Risques naturels
Certaines parties du territoire communal sont susceptibles d’être affectées par le risque d’inondation par débordement de cours d'eau, notamment le Lavin. La commune a été reconnue en état de catastrophe naturelle au titre des dommages causés par les inondations et coulées de boue survenues en 1982, 1992, 1999, 2009, 2011, 2018 et 2022,.
Un plan départemental de protection des forêts contre les incendies a été approuvé par arrêté préfectoral du 25 septembre 2006. Salies-du-Salat est exposée au risque de feu de forêt du fait de la présence sur son territoire du massif des piémonts des Pyrénées. Il est ainsi défendu aux propriétaires de la commune et à leurs ayants droit de porter ou d’allumer du feu dans l'intérieur et à une distance de 200 mètres des bois, forêts, plantations, reboisements ainsi que des landes. L’écobuage est également interdit, ainsi que les feux de type méchouis et barbecues, à l’exception de ceux prévus dans des installations fixes (non situées sous couvert d'arbres) constituant une dépendance d'habitation,

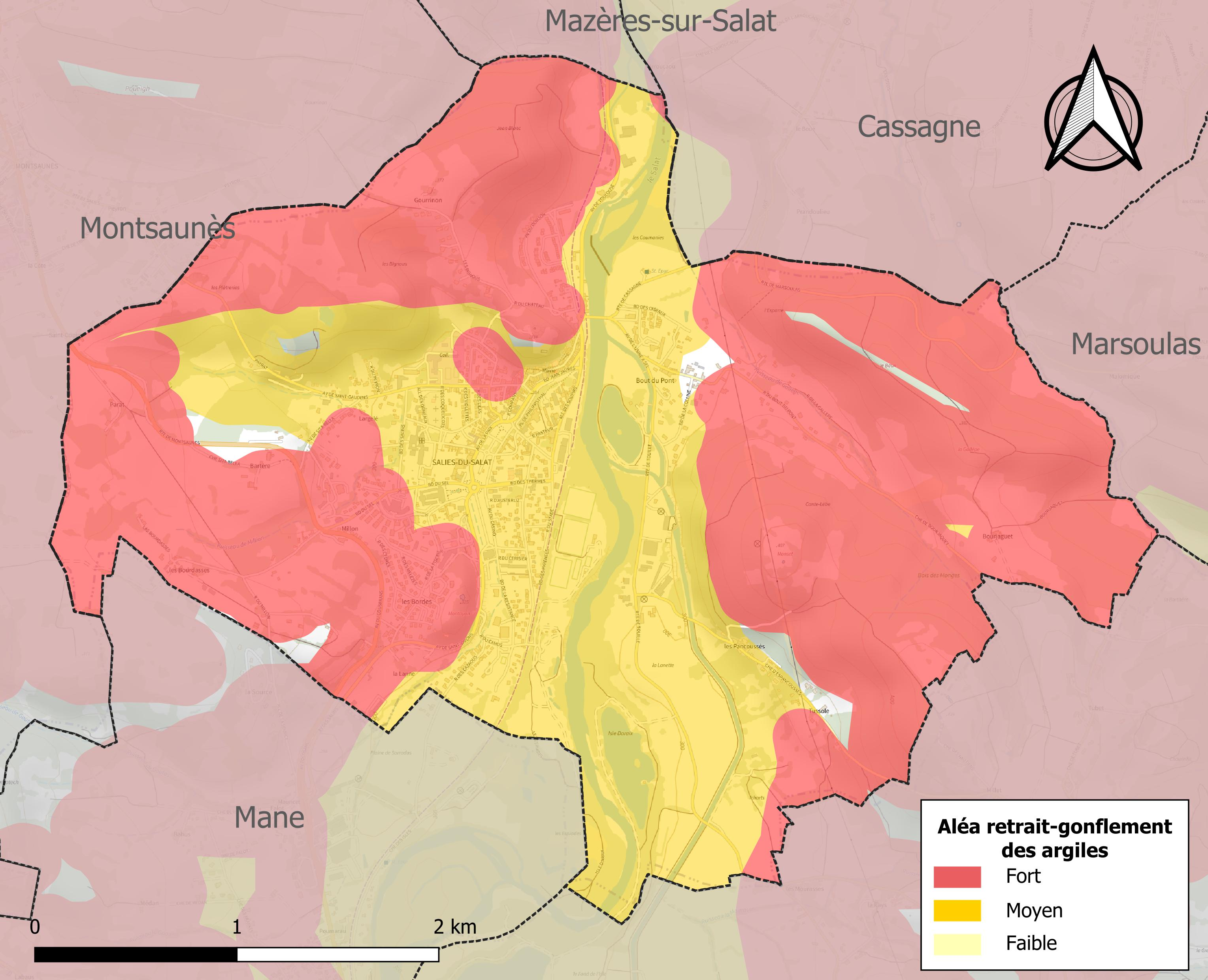
Carte des zones d'aléa retrait-gonflement des sols argileux de Salies-du-Salat.

La commune est vulnérable au risque de mouvements de terrains constitué principalement du retrait-gonflement des sols argileux. Cet aléa est susceptible d'engendrer des dommages importants aux bâtiments en cas d’alternance de périodes de sécheresse et de pluie. 97,8 % de la superficie communale est en aléa moyen ou fort (88,8 % au niveau départemental et 48,5 % au niveau national). Sur les 717 bâtiments dénombrés sur la commune en 2019, 709 sont en aléa moyen ou fort, soit 99 %, à comparer aux 98 % au niveau départemental et 54 % au niveau national. Une cartographie de l'exposition du territoire national au retrait gonflement des sols argileux est disponible sur le site du BRGM,.
Par ailleurs, afin de mieux appréhender le risque d’affaissement de terrain, l'inventaire national des cavités souterraines permet de localiser celles situées sur la commune.
Concernant les mouvements de terrains, la commune a été reconnue en état de catastrophe naturelle au titre des dommages causés par la sécheresse en 1989, 1994 et 2003, par des mouvements de terrain en 1999 et par des éboulements et/ou chutes de blocs en 1998.

#### Risque particulier
Dans plusieurs parties du territoire national, le radon, accumulé dans certains logements ou autres locaux, peut constituer une source significative d’exposition de la population aux rayonnements ionisants. Certaines communes du département sont concernées par le risque radon à un niveau plus ou moins élevé. Selon la classification de 2018, la commune de Salies-du-Salat est classée en zone 2, à savoir zone à potentiel radon faible mais sur lesquelles des facteurs géologiques particuliers peuvent faciliter le transfert du radon vers les bâtiments.

## Toponymie
Salines : Salías en occitan gascon, équivalent de salinas en occitan languedocien.
(Chute du n intervocalique en gascon)

## Histoire
Son histoire est liée à sa fontaine salée et aussi à ses thermes romains toujours en activité ; on y trouve des piscines à contre-courant pour y faire des cures.
De 1866 à 1969, la commune a bénéficié d'une gare voyageurs sur la ligne de Boussens à Saint-Girons.
Le 23 juin 1958, la commune précédemment dénommée Salies devient Salies-du-Salat.

### Période contemporaine
En 1945, présence d'un camp d'hébergement de familles polonaises (102 personnes),.

### Héraldique
| Salies-du-Salat | Son blasonnement est : D'or au sautoir de sinople, cantonné de quatre rocs d'échiquier du même. |

## Politique et administration

### Administration municipale
Le nombre d'habitants au recensement de 2017 étant compris entre 1 500 habitants et 2 499 habitants, le nombre de membres du conseil municipal pour l'élection de 2020 est de dix neuf,.

### Rattachements administratifs et électoraux
Commune faisant partie de la huitième circonscription de la Haute-Garonne, de la communauté de communes Cagire-Garonne-Salat et du canton de Bagnères-de-Luchon (avant le redécoupage départemental de 2014, Salies-du-Salat était le chef-lieu de l'ex-canton de Salies-du-Salat et, avant le 1er janvier 2017, de la Communauté de communes du canton de Salies-du-Salat).

### Liste des maires
| Période   | Période  | Identité           | Étiquette | Qualité  |
| --------- | -------- | ------------------ | --------- | -------- |
| Mars 1977 | 2014     | Jacques Pavan      | PS        |          |
| Mars 2014 | En cours | Jean-Pierre Duprat | DVG       | Retraité |

### Jumelages
- Philippsthal (Allemagne).

## Population et société

### Démographie
L'évolution du nombre d'habitants est connue à travers les recensements de la population effectués dans la commune depuis 1793. Pour les communes de moins de 10 000 habitants, une enquête de recensement portant sur toute la population est réalisée tous les cinq ans, les populations de référence des années intermédiaires étant quant à elles estimées par interpolation ou extrapolation. Pour la commune, le premier recensement exhaustif entrant dans le cadre du nouveau dispositif a été réalisé en 2008.

En 2022, la commune comptait 1 737 habitants, en évolution de −3,61 % par rapport à 2016 (Haute-Garonne : +8,02 %, France hors Mayotte : +2,11 %).
| 1793 | 1800 | 1806 | 1821 | 1831 | 1836 | 1841 | 1846 | 1851 |
| ---- | ---- | ---- | ---- | ---- | ---- | ---- | ---- | ---- |
| 621  | 692  | 655  | 826  | 790  | 367  | 863  | 912  | 942  |

| 1856 | 1861 | 1866 | 1872 | 1876 | 1881 | 1886  | 1891  | 1896  |
| ---- | ---- | ---- | ---- | ---- | ---- | ----- | ----- | ----- |
| 837  | 789  | 822  | 853  | 834  | 893  | 1 008 | 1 035 | 1 040 |

| 1901  | 1906  | 1911  | 1921  | 1926  | 1931  | 1936  | 1946  | 1954  |
| ----- | ----- | ----- | ----- | ----- | ----- | ----- | ----- | ----- |
| 1 032 | 1 007 | 1 055 | 1 097 | 1 251 | 1 303 | 1 350 | 1 701 | 1 697 |

| 1962  | 1968  | 1975  | 1982  | 1990  | 1999  | 2006  | 2008  | 2013  |
| ----- | ----- | ----- | ----- | ----- | ----- | ----- | ----- | ----- |
| 1 759 | 1 975 | 2 191 | 2 154 | 2 074 | 1 943 | 1 936 | 1 928 | 1 818 |

| 2018  | 2022  | - | - | - | - | - | - | - |
| ----- | ----- | - | - | - | - | - | - | - |
| 1 775 | 1 737 | - | - | - | - | - | - | - |

| selon la population municipale des années : | 1968 | 1975 | 1982 | 1990 | 1999 | 2006 | 2009 | 2013 |
| Rang de la commune dans le département      | 34   | 37   | 52   | 68   | 85   | 94   | 100  | 113  |
| Nombre de communes du département           | 592  | 582  | 586  | 588  | 588  | 588  | 589  | 589  |

### Santé
L'établissement de la Fontaine Salée est une antenne du centre hospitalier universitaire de Toulouse qui propose des soins en médecine physique et de réadaptation mais aussi en diabétologie et maladie de la nutrition.

### Enseignement
Salies-du-Salat fait partie de l'académie de Toulouse.
L'éducation est assurée sur la commune par un groupe scolaire et le collège des Trois Vallées, qui comprend des sections sportives basket-ball et football.

### Culture
Médiathèque, école de musique, théâtre, office de tourisme, comité des fêtes.

### Sports
- Basket-ball avec le Basket Comminges Salies-du-Salat, champion de France 2005 en nationale 2 féminine ; le club est en coopération territoriale de clubs avec Saint-Girons.
- Golf, football, pétanque, judo, cyclisme, pêche, chasse,

## Économie

### Revenus
En 2018  (données Insee publiées en septembre 2021), la commune compte 867 ménages fiscaux, regroupant 1 551 personnes. La médiane du revenu disponible par unité de consommation est de 19 510 € (23 140 € dans le département).

### Emploi
|                | 2008   | 2013   | 2018   |
| -------------- | ------ | ------ | ------ |
| Commune        | 10,7 % | 11,4 % | 11,1 % |
| Département    | 7,7 %  | 9,6 %  | 9,3 %  |
| France entière | 8,3 %  | 10 %   | 10 %   |

En 2018, la population âgée de 15 à 64 ans s'élève à 951 personnes, parmi lesquelles on compte 64,6 % d'actifs (53,4 % ayant un emploi et 11,1 % de chômeurs) et 35,4 % d'inactifs,. Depuis 2008, le taux de chômage communal (au sens du recensement) des 15-64 ans est supérieur à celui de la France et du département.
La commune est hors attraction des villes,. Elle compte 1 099 emplois en 2018, contre 1 143 en 2013 et 1 096 en 2008. Le nombre d'actifs ayant un emploi résidant dans la commune est de 516, soit un indicateur de concentration d'emploi de 213 % et un taux d'activité parmi les 15 ans ou plus de 39,2 %.
Sur ces 516 actifs de 15 ans ou plus ayant un emploi, 218 travaillent dans la commune, soit 42 % des habitants. Pour se rendre au travail, 74,4 % des habitants utilisent un véhicule personnel ou de fonction à quatre roues, 3,5 % les transports en commun, 16,8 % s'y rendent en deux-roues, à vélo ou à pied et 5,2 % n'ont pas besoin de transport (travail au domicile).

### Activités hors agriculture

#### Secteurs d'activités
185 établissements sont implantés  à Salies-du-Salat au 31 décembre 2019. Le tableau ci-dessous en détaille le nombre par secteur d'activité et compare les ratios avec ceux du département,.
| Secteur d'activité                                                                                        | Commune | Commune | Département |
| Secteur d'activité                                                                                        | Nombre  | %       | %           |
| --- | ------- | ------- | ----------- |
| Ensemble                                                                                                  | 185     | 100 %   | (100 %)     |
| Industrie manufacturière, industries extractives et autres                                                | 22      | 11,9 %  | (5,7 %)     |
| Construction                                                                                              | 18      | 9,7 %   | (12 %)      |
| Commerce de gros et de détail, transports, hébergement et restauration                                    | 51      | 27,6 %  | (25,9 %)    |
| Information et communication                                                                              | 3       | 1,6 %   | (4,1 %)     |
| Activités financières et d'assurance                                                                      | 11      | 5,9 %   | (3,8 %)     |
| Activités immobilières                                                                                    | 8       | 4,3 %   | (4,2 %)     |
| Activités spécialisées, scientifiques et techniques et activités de services administratifs et de soutien | 20      | 10,8 %  | (19,8 %)    |
| Administration publique, enseignement, santé humaine et action sociale                                    | 35      | 18,9 %  | (16,6 %)    |
| Autres activités de services                                                                              | 17      | 9,2 %   | (7,9 %)     |

Le secteur du commerce de gros et de détail, des transports, de l'hébergement et de la restauration est prépondérant sur la commune puisqu'il représente 27,6 % du nombre total d'établissements de la commune (51 sur les 185 entreprises implantées  à Salies-du-Salat), contre 25,9 % au niveau départemental.

#### Entreprises et commerces
Les cinq entreprises ayant leur siège social sur le territoire communal qui génèrent le plus de chiffre d'affaires en 2020 sont : 
- Dietsmann Technologies, réparation d'équipements électriques (73 829 k€) ;
- Comminges Batiment, travaux de maçonnerie générale et gros œuvre de bâtiment (20 099 k€) ;
- Ste D'expansion Touristique Tolosane - Sett, organisation de jeux de hasard et d'argent (5 081 k€) ;
- Groupe Martinez, activités des sociétés holding (615 k€) ;
- Groupement Des Bois Salisiens GBS, sciage et rabotage du bois, hors imprégnation (411 k€).

### Agriculture
|               | 1988 | 2000 | 2010 | 2020 |
| ------------- | ---- | ---- | ---- | ---- |
| Exploitations | 6    | 6    | 5    | 6    |
| SAU (ha)      | 86   | 75   | nd   | 175  |

La commune est dans « La Rivière », une petite région agricole localisée dans le sud du département de la Haute-Garonne, constituant la partie piémont au relief plus doux que les Pyrénées centrales la bordant au sud et où la vallée de la Garonne s’élargit. En 2020, l'orientation technico-économique de l'agriculture sur la commune est l'élevage de bovins, pour la viande. Six exploitations agricoles ayant leur siège dans la commune sont dénombrées lors du recensement agricole de 2020 (six en 1988). La superficie agricole utilisée est de 175 ha,,.

## Sites et monuments
- Thermes romains.
- Station thermale avec une eau d'un indice de salinité de 320 g/l, qui en fait l'eau la plus minéralisée d'Europe.
- Église Notre-Dame-de-la-Pitié de Salies-du-Salat (XIVe siècle), inscrite au titre des monuments historiques depuis 1925[54] ; ancienne chapelle castrale du château des comtes de Comminges.
- Église du Sacré-Cœur de style moderne, édifiée en 1964 par l'architecte Pierre Vago[55].
- Fontaine salée.
- Tombeau du général Jean Dominique Compans.
- Monastère des religieux de la Merci (1599).
- Nouveaux thermes (1925).
- Casino.
- Vestiges du donjon.

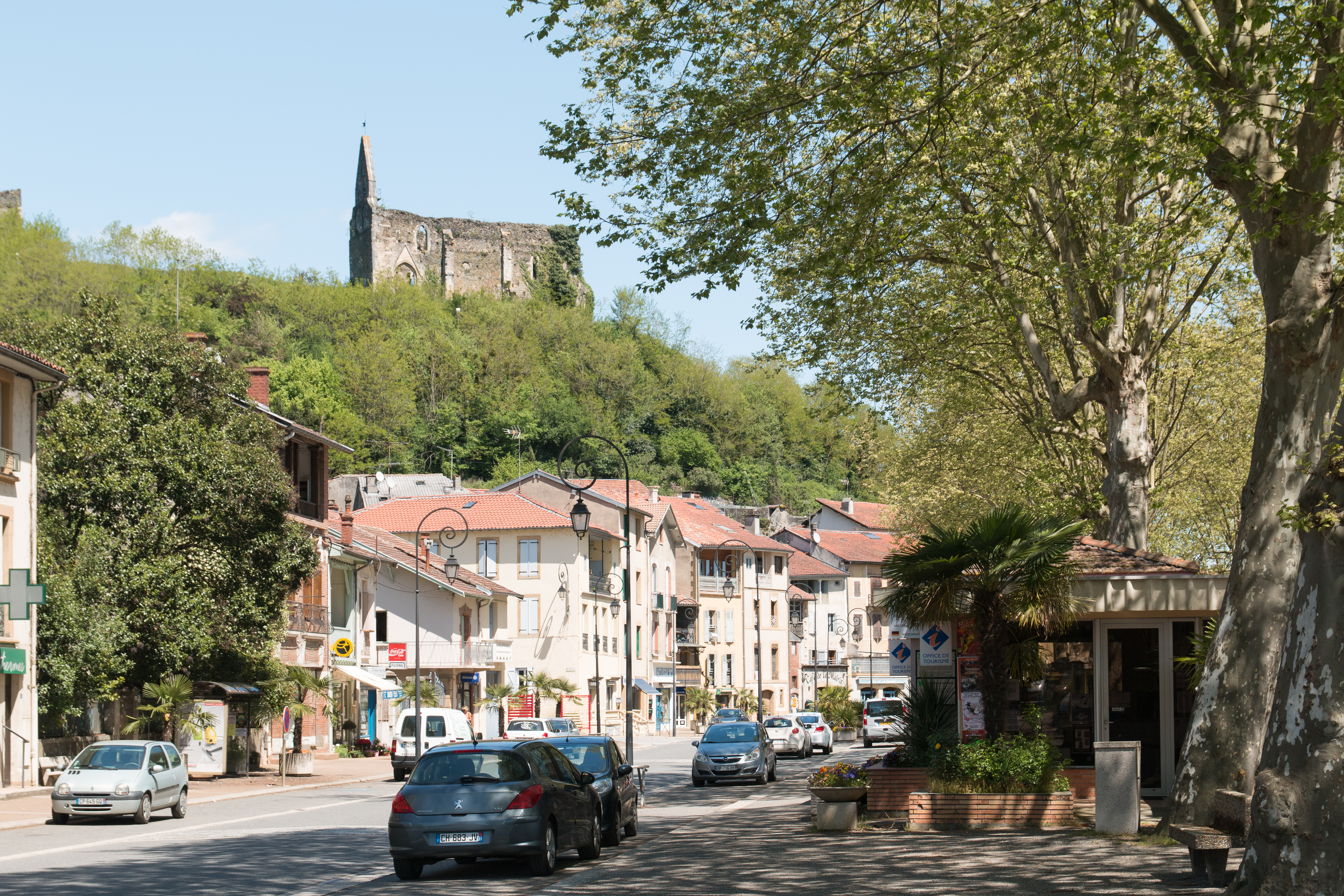
Office du tourisme, boulevard Jean-Jaurès.
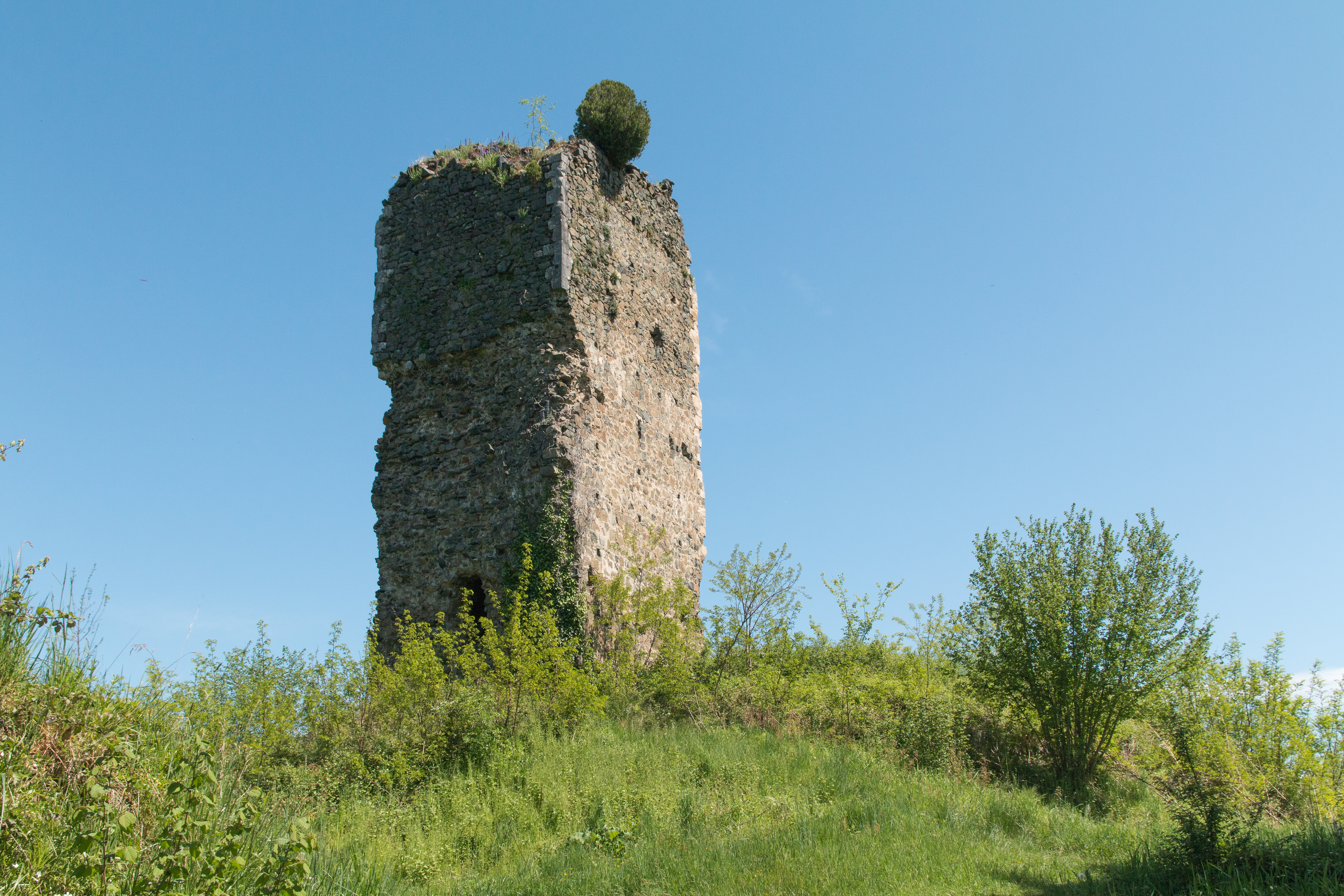
Motte castrale.
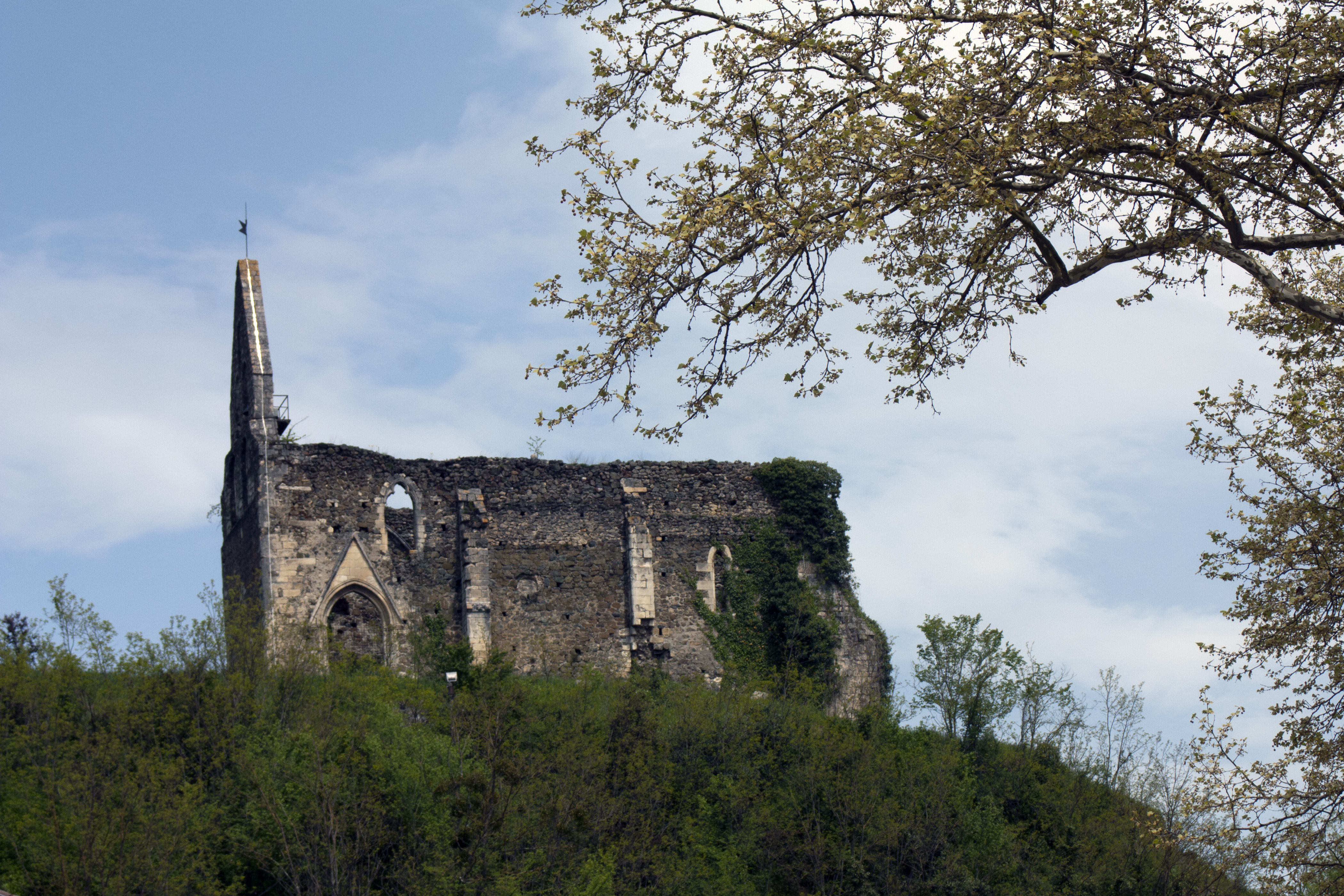
Église Notre-Dame.
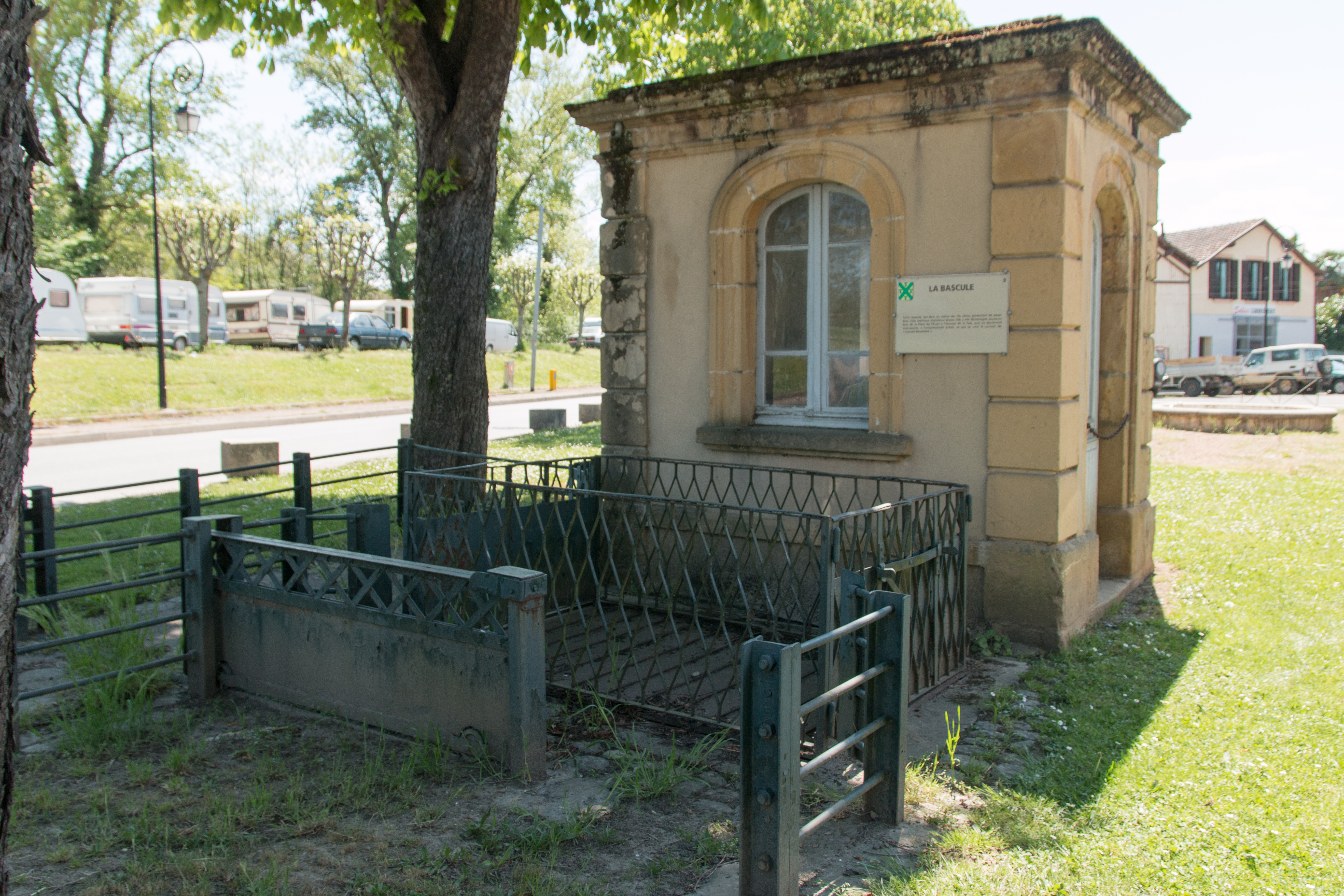
La bascule baladeuse.

### Personnalités liées à la commune
- Jean Dominique Compans (1769-1845), général de division du Premier Empire.
- Jean Esprit d’Anouilh (1772-1803), officier durant la Révolution et l'Empire.
- Alexandre d'Anouilh de Salies (1815-1883) descendant des seigneurs de Salies au XVIIIe siècle, Alexandre Danouilh (ou d'Anouilh) de Salies est connu pour ses travaux historiques et archéologiques, notamment sur le Château de Lavardin et sur celui de Vendôme (entre 1865 et 1879), pour une Histoire de Foulques Nerra (1874). En 1877, l'abbé Roussel le nommera rédacteur en chef de La France illustrée, revue de l'Orphelinat d'Auteuil[56]. Enterré au cimetière d'Auteuil.
- André Thorent (1922-2015), acteur.
- Jean-Louis Idiart (1950-2022), député.
- William Servat, international de rugby à XV au poste de talonneur.

## Pour approfondir